# Gilfenklamm

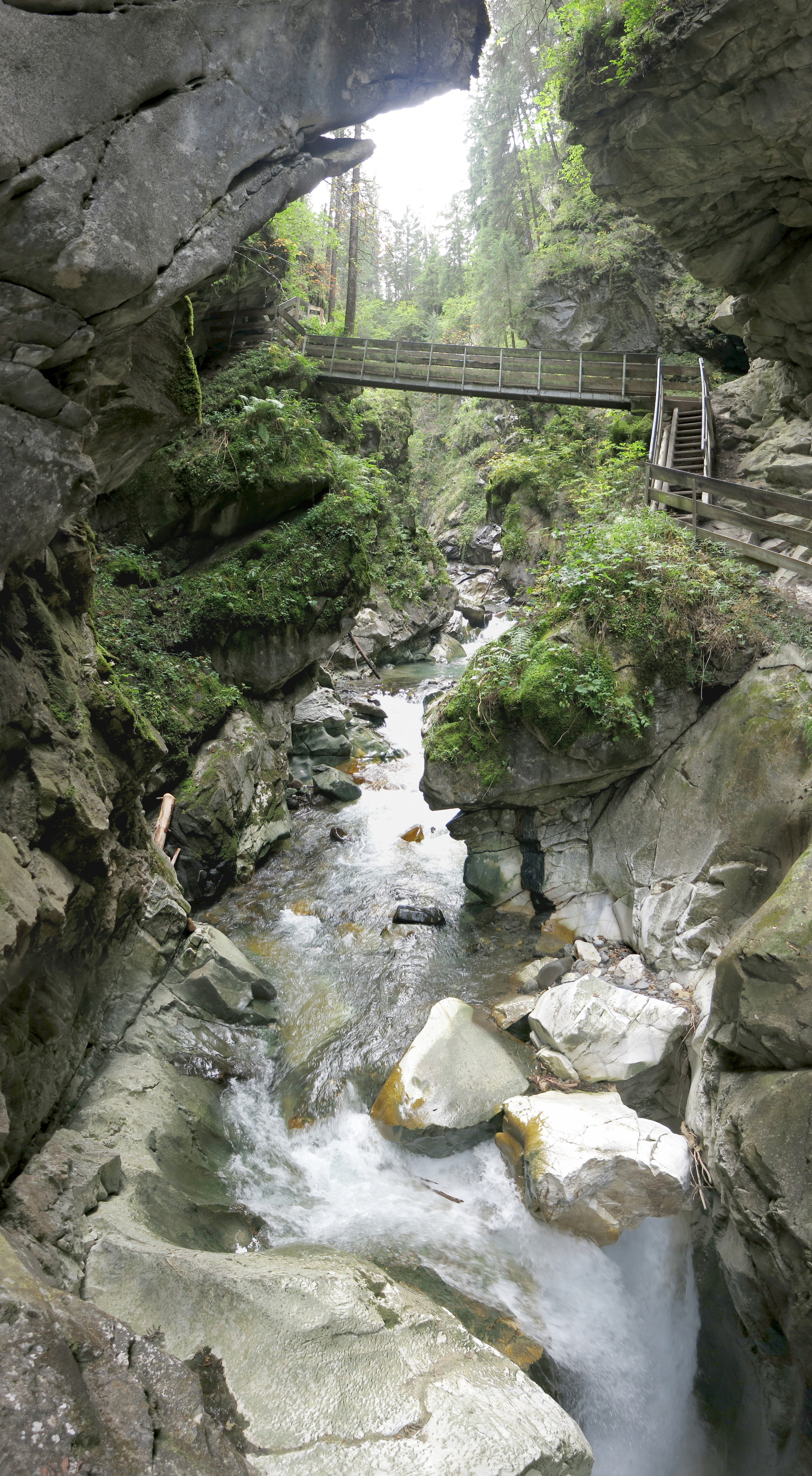
In der Gilfenklamm

Die Gilfenklamm (italienisch Gola di Stanghe) ist eine Klamm auf dem Gebiet der Gemeinde Ratschings in Südtirol. Hier durchbricht der Ratschinger Bach am Ausgang des Ratschingstals eine Gesteinsschicht aus weißem Marmor, bevor er das Ridnauntal erreicht und schließlich in den Ridnauner Bach einmündet. Ein Steig führt durch die Klamm und überwindet dabei einen Höhenunterschied von 175 Metern. Der Steig wurde im Jahr 1896 eröffnet und im Jahr 1961 wieder instand gesetzt. Die Gilfenklamm ist ein geschütztes Naturdenkmal.
300 Meter (Luftlinie) südlich des Schluchtausgangs steht die Burgruine Reifenegg.